# Müsavat
Le parti Müsavat (en azéri: « égalité » ; nom azéri du parti Müsavat Partiyası) est le plus ancien parti politique d'Azerbaïdjan, fondé en 1911. C'est un parti membre de l'Alliance des démocrates et des libéraux pour l'Europe (ALDE).
Trois périodes principales peuvent être reconstituées :
- de 1911 à 1923, le premier Müsavat, né comme organisation secrète par Mohammed Émin Résulzadé. Son nom initial était le Parti Müsavat musulman démocrate.
- en exil : de 1923 jusqu'à la fin des années 1940.
- la période moderne, après un 3e congrès qui réunit les leaders en exil et le nouveau parti azerbaïdjanais. Son leader est depuis Issa Gambar.